# Kolonia Żerniki
Kolonia Żerniki – część wsi Żerniki położona w Polsce, w województwie lubelskim, w powiecie tomaszowskim, w gminie Ulhówek.
W latach 1975–1998 Kolonia Żerniki należała administracyjnie do województwa zamojskiego.